# 타룡
타룡(중국어: 駝龍, 병음: tuó lóng, 1901년 ~ 1925년)은 20세기 초 만주 지역에서 활동한 여성 마적이다. 둥베이 랴오양 출신. 본명은 장숙정(중국어: 張淑貞, 병음: zhāng shū zhēn) 또는 장소정(중국어: 張素貞, 병음: zhāng sù zhēn)이다.
16세 때 남자에게 속아 매춘굴에 팔려갔다. 그 뒤 왕대룡의 마적단이 약탈을 왔을 때 그에게 구출되어 왕대룡과 결혼해 마적 두령이 되었고, 왕대룡 사후 마적 두목이 되었다. 타룡의 마적단은 우창, 위수, 솽청을 비롯한 동북 3성 일대에서 활동했으며, "인의군"(중국어: 仁義軍, 병음: rén yì jūn)을 자칭했다.
마적단의 규모는 2천 명 이상으로 불어났으나, 일본군을 공격해 죽게 한 것이 구실이 되어 동북군의 토벌 대상이 되었다. 타룡의 마적단은 난석산(亂石山)에서 고립되어 전멸, 타룡은 혼자 살아남아 도망쳤고, 오갈데가 없어진 그녀는 궁주링의 유곽에 들어가 매춘부가 되었다. 이후 1925년 1월 8일 체포되어 반순홍(鴻順班) 유곽에서 체포되어 1월 19일 창춘시에서 총살당했다.